# Zgrada, Klešićeva 1 (Samobor)
Zgrada, Kleščićeva 1, građevina u mjestu i gradu Samobor, zaštićeno kulturno dobro.

## Opis
Stambeno-poslovna ugaona jednokatnica nepravilnoga tlocrta smještena je na križanju ulica i gradskoga trga. Sagrađena je 1873. godine u duhu ranoga historicizma. Skošeni ugao s glavnim ulazom u prizemlje naglašen je bočnim pilastrima te kovano-željeznom balkonskom ogradom. Na južnom pročelju očuvan je portal s motivom lire na bogato ukrašenim drvenim vratnicama. Unutarnji prostor zgrade podijeljen je nosivim zidom na prostorije orijentirane prema ulici i hodnik duž dvorišnog obodnog zida. Dio prizemlja, u kojemu je niz zasebnih lokala, svođen je pruskim svodovima uskoga raspona između traverzi. Stropna konstrukcija kata je drveni grednik s ravnim podgledom.

## Zaštita
Pod oznakom Z-4729 zaveden je kao nepokretno kulturno dobro - pojedinačno, pravna statusa zaštićena kulturnog dobra, klasificirano kao "sakralna graditeljska baština"